# Hugo van Rhijn
Hugo Willem van Rhijn (Rotterdam, 17 juli 1946) is een Nederlandse voormalige journalist, nieuwslezer en hotelier. Sinds 1994 is hij ondernemer. 

## Radio
Van Rhijn deed zijn eerste media-ervaring op bij AVRO's Jeugdomroep Minjon. Na zijn militaire dienst begon Van Rhijn als freelance radioverslaggever en Rotterdams correspondent voor de actualiteitenrubrieken van KRO en NCRV-Radio. Op 1 oktober 1968 trad hij in vaste dienst bij NCRV's Hier en Nu-radio. In de maanden daarna was hij voor de gezamenlijke omroepen nauw betrokken bij de verslaggeving over de Apollo-maanlandingen. In 1970 werd hij benaderd door de BBC en was hij - naast zijn vaste baan bij Hier en Nu-radio, ruim 10 jaar lang de reguliere correspondent in Nederland voor de BBC [BBC Radio and Television News]. Ook werkte hij voor de Amerikaanse zenders NBC en (in de negentiger jaren) CNN, voor CBC-Radio in Canada en voor de Australische en Nieuw-Zeelandse publieke omroepen.
Voor de Nederlandse radio versloeg hij onder meer de vliegtuigramp van Tenerife en de gijzeling op de lagere school in Bovensmilde (beide 1977), voor het NOS Journaal waren er de staatsgreep in Suriname (1980), de Falklandoorlog (1982), het bezoek van Paus Johannes Paulus II aan Polen (1983), de Irak-Iranoorlog (1987) en de finale van het EK voetbal in München (1988).

## Televisie
Van 1980 tot 1989 was Van Rhijn redacteur-verslaggever van het NOS Journaal. In 1988 en 1989 was hij nieuwslezer, met name voor de half-elf journaals. Ook was hij betrokken bij het opzetten van het half-zes journaal.
In 1989 werd Van Rhijn door Joop van den Ende gevraagd als redacteur/verslaggever/nieuwslezer voor TV10. Zijn vertrek bij het Journaal vond daardoor abrupt plaats. Nadat TV10 geen kabellicentie van het Commissariaat voor de Media kreeg en Van den Ende zijn plannen afblies, besloot Van Rhijn niet terug te keren naar de publieke omroep. Samen met zijn vrouw zette hij een productiemaatschappij op, waarmee hij video's voor grote en kleine ondernemingen produceerde.

## Ondernemer
In 1994 werd Van Rhijn ondernemer. Van de overheid kreeg hij, onder de naam BizNet, een vergunning om 's nachts gecodeerde zakelijke televisie-uitzendingen te verzorgen via een van de publieke televisiezenders.
In 1996 had hij twee jaar lang - samen met een buitenreclame expert - in Amsterdam-Zuidoost een bedrijf met de naam BizBoard. De onderneming ontwikkelde - met financiële steun van de Stichting Ether Reclame - een concept om - via het internet - televisiereclame naar grote projectieschermen in winkelcentra te brengen. Hoog Catharijne in Utrecht, Stadshart in Amstelveen en de Kalvertoren in Amsterdam hebben kortere of langere tijd een BizBoard gehad. De onderneming was geen lang leven beschoren. In 1999 deed het echtpaar Van Rhijn pogingen een hotel op te zetten op het Caraïbische eiland Anguilla. Het project kwam niet van de grond.
Van 2003 tot 2013 woonde en werkte Van Rhijn als mediaconsultant in België. In 2006 werd hij door 'Fortis Merchant Banking' gevraagd om een medialab op te zetten. Hij was daar betrokken bij het opzetten en presenteren van wereldwijde management bijeenkomsten. In 2013 verhuisde het echtpaar naar Canada. Met een Canadese partner begon Van Rhijn daar in 2017 een start-up. Deze wil bij grote sportevenementen en concerten de aanwezigen op hun smartphones een 360° belevenis bieden via een in eigen beheer ontwikkelde bolvormige drone.

## Privé
Van Rhijn is gehuwd en heeft met zijn vrouw vijf kinderen en acht kleinkinderen.